# 朱冠軍
朱冠軍（1911年—1950年11月5日），河北省天津市人，空軍軍糧補給庫庫長，國共內戰後受 中共中央社會部台灣工作站活動牽連，因盜賣軍糧判處死刑，1950年11月5日槍決於台北馬場町刑場。

## 生平
朱冠軍，河北省天津市人，軍需學校軍需教練所畢業，1933年軍政部派任國民革命軍第六軍服務，1943年進航空委員會，歷任四川銅梁、瀋陽、北平等第補給主管，1949年12月奉調來台灣花蓮任空軍軍糧補給庫庫長，朱冠軍住在花園旅社，經花園旅社經理劉維介紹認識孫玉林。
孫玉林於1945年抵台，先後擔任民政處第二科任辦事員、宜蘭區署總務科長，1948年中共中央社會部部長李克農先後派遣朱芳春(化名非)、蕭明華及周一粟等多名特工赴台發展組織。由非領導，並由蘇藝林負責軍事情蒐，1949年10月非回台後，將組織名稱改為中共中央社會部台灣工作站 。
非接受李克農指示與孫玉林取得聯繫，在宜蘭礁溪溫泉區與老同學蘇藝林及非碰面，孫玉林開始參與中共中央社會部在台地下組織運作，負責組織財務，孫玉林在花蓮成立了泰豐米行。
朱冠軍將所管之軍糧交存在孫玉林的泰豐米廠，自1950年2月起前後達十五萬斤。孫玉林另以泰豐米廠籌措資金與林振成、簡桂生成立廣益木材行，實際透過資金籌措建立武裝基地資金與動搖軍心。
孫玉林告知朱冠軍將資金投資廣益木材行，獲利後再將盜賣之軍糧購回，但遭挪用之軍糧始終沒有歸還，由於擔心軍方察覺，朱冠軍請新調派台北工作的補給佐喻如萍協助簡桂生販賣木材，但沒有販售成功，1950年8月部隊軍糧短缺，軍隊發現朱冠軍盜賣軍糧，相關案情陸續曝光，朱冠軍立即受到軍法審判，孫玉林潛逃躲避於1950年9月在瑞芳車站遭誘捕。相關案情經孫玉林到案後很快釐清，由於事涉中共中央社會部台灣工作站地下活動資金來源，1950年9月18日朱冠軍被判處死刑，1950年11月5日槍決於台北馬場町刑場。